# Гексафторонептунат стронция
Гексафторонептунат стронция — неорганическое соединение,
комплексная соль стронция, нептуния и плавиковой кислоты
с формулой Sr[NpF6],
кристаллы розово-фиолетового цвета. Радиоактивен.

## Получение
Синтез гексафторонептуната стронция осуществляется в два этапа. На первом этапе смесь карбоната стронция SrCO3 и оксида нептуния(IV) NpO2, взятых в молярном отношении 1:1,  нагревают до 400 °C в токе фтороводорода и кислорода в течение одного часа. На второй стадии образовавшуюся смесь SrF2 и NpF4 прокаливают в течение двух часов при температуре 950 °C.

## Физические свойства
Гексафторонептунат стронция образует кристаллы
гексагональной сингонии,

параметры ячейки a = 0,7093 нм, c = 0,7242 нм.